# Arne Remgård
Arne Karl-Erik Remgård, född Jonsson 28 november 1928 i Fyrunga församling i Skaraborgs län, är en svensk historiker och politiker (folkpartist).
Arne Remgård, som är son till en folkskollärare, blev filosofie licentiat vid Lunds universitet 1957 och verkade därefter som adjunkt och lektor vid läroverk och gymnasier i Karlshamn, Älmhult och Falkenberg. År 1968 disputerade han på en avhandling om Carl Gustaf Tessin och 1746/47 års riksdag. Han var ledamot av Falkenbergs stads stadsfullmäktige 1967–1970 och var förbundsordförande för folkpartiet i Hallands län 1970–1979.
Han var riksdagsersättare för Hallands läns valkrets en kortare tid 1975 samt 1978/79. I riksdagen var han bland annat suppleant i kulturutskottet 1978–1979. Han var främst engagerad i sociala frågor.